# Japon aux Jeux olympiques d'hiver de 1952
Cet article contient des informations sur la participation et les résultats du Japon aux Jeux olympiques d'hiver de 1952, qui ont eu lieu à Oslo en Norvège. Le pays retourne aux Jeux d'hiver puisque lors des Jeux olympiques d'hiver de 1948, la nation n'avait pas participé à cause de son rôle dans la Seconde Guerre mondiale.

## Résultats

### Ski alpin
| Athlète           | Épreuve      | Course 1     | Course 1 | Course 2     | Course 2     | Total           | Total        |
| Athlète           | Épreuve      | Temps        | Rang     | Temps        | Rang         | Temps           | Rang         |
| ----------------- | ------------ | ------------ | -------- | ------------ | ------------ | --------------- | ------------ |
| Hisashi Mizugami  | Descente     |              |          |              |              | N'a pas terminé | –            |
| Chiharu Igaya     | Descente     |              |          |              |              | 2 min 45 s 0    | 24           |
| Hisashi Mizugami  | Slalom géant |              |          |              |              | 2 min 40 s 9    | 26           |
| Chiharu Igaya     | Slalom géant |              |          |              |              | 2 min 36 s 1    | 20           |
| Hishashi Mizugami | Slalom       | 1 min 12 s 8 | 52       | Non qualifié | Non qualifié | Non qualifié    | Non qualifié |
| Chiharu Igaya     | Slalom       | 1 min 02 s 6 | 14 Q     | 1 min 03 s 1 | 10           | 2 min 05 s 7    | 11           |

### Ski de fond
| Épreuve | Athlète          | Course        | Course |
| Épreuve | Athlète          | Temps         | Rang   |
| ------- | ---------------- | ------------- | ------ |
| 18 km   | Ryoichi Fujisawa | 1 h 14 min 41 | 61     |
| 18 km   | Kenichi Yamamoto | 1 h 08 min 49 | 22     |

### Combiné nordique
Épreuves:
- Ski de fond pendant 18 km
- saut à ski sur tremplin normal

La partie du ski de fond de l'épreuve est combinée avec l'épreuve principale, cela signifie donc que les athlètes participent ici aux deux disciplines en même temps. Les détails peuvent être retrouvés dans la section ski de fond de cet article.
L'épreuve de saut à ski (tremplin normal) a lieu séparément de l'épreuve principale de saut à ski, les résultats peuvent être retrouvés dans le tableau ci-dessous (les athlètes sont autorisés à faire trois sauts, les deux meilleurs sauts sont comptabilisés et sont montrés ici).
| Athlète          | Épreuve    | Ski de fond | Ski de fond | Saut à ski | Saut à ski | Saut à ski | Saut à ski | Total   | Total |
| Athlète          | Épreuve    | Points      | Rang        | Distance 1 | Distance 2 | Points     | Rang       | Points  | Rang  |
| ---------------- | ---------- | ----------- | ----------- | ---------- | ---------- | ---------- | ---------- | ------- | ----- |
| Ryoichi Fujisawa | Individuel | 195,333     | 18          | 61,5 m     | 63,0 m     | 201,0      | 10         | 396,333 | 14    |

### Saut à ski
| Athlète           | Épreuve         | Saut 1         | Saut 1 | Saut 1 | Saut 2   | Saut 2 | Saut 2 | Total  | Total |
| Athlète           | Épreuve         | Distance       | Points | Rang   | Distance | Points | Rang   | Points | Rang  |
| ----------------- | --------------- | -------------- | ------ | ------ | -------- | ------ | ------ | ------ | ----- |
| Kozo Kawashima    | Tremplin normal | 59,5 m (tombé) | 59,0   | 43     | 56,0 m   | 89,0   | 40     | 148,0  | 42    |
| Ryoichi Fujisawa  | Tremplin normal | 57,5 m         | 93,5   | 34     | 55,5 m   | 90,0   | 38     | 183,5  | 34    |
| Tatsuo Watanabe   | Tremplin normal | 59,0 m         | 95,0   | 30     | 59,0 m   | 94,0   | 27     | 189,0  | 27    |
| Hiroshi Yoshizawa | Tremplin normal | 59.5 m         | 95,0   | 30     | 56,5 m   | 87,5   | 42     | 182,5  | 36    |

### Patinage de vitesse
| Épreuve  | Athlète              | Course        | Course |
| Épreuve  | Athlète              | Temps         | Rang   |
| -------- | -------------------- | ------------- | ------ |
| 500 m    | Tsuneo Sato          | 45 s 2        | 18     |
| 500 m    | Sukenobu Kudo        | 44 s 9        | 15     |
| 500 m    | Masanori Aoki        | 44 s 8        | 12     |
| 500 m    | Kiyotaka Takabayashi | 44 s 1        | 6      |
| 1 500 m  | Kiyotaka Takabayashi | 2 min 32 s 0  | 34     |
| 1 500 m  | Sukenobu Kudo        | 2 min 31 s 6  | 33     |
| 1 500 m  | Masanori Aoki        | 2 min 26 s 9  | 23     |
| 1 500 m  | Tsuneo Sato          | 2 min 23 s 9  | 11     |
| 5 000 m  | Kazuhiko Sugawara    | 8 min 44 s 4  | 15     |
| 5 000 m  | Yoshiyasu Gomi       | 8 min 38 s 6  | 10     |
| 10 000 m | Yoshiyasu Gomi       | 17 min 53 s 0 | 14     |
| 10 000 m | Kazuhiko Sugawara    | 17 min 34 s 0 | 7      |